# Le Troisième Souhait
Le Troisième Souhait et Autres Histoires (Hellboy: Strange Places) est un recueil d’histoires de la série Hellboy, et son septième tome publié aux éditions Delcourt.

## Synopsis
Alors qu'il s'était endormi dans la savane Africaine, Hellboy se réveille sur une côte et est attiré dans la mer par trois sirènes. Celles-ci lui plantent un clou dans la tête et le livrent à la Bog Roosh, afin de pouvoir faire exaucer trois de leurs souhaits. Les deux ainés décèdent en prononçant des vœux pour elles-mêmes, mais la troisième garde la vie sauve en ayant voulu honorer son père, et va libérer Hellboy.
Après avoir combattu des créatures marines et s'être libéré de la Bog Roosh, Hellboy revient sur la terre ferme, mais erre en conversant avec des fantômes, Hécate, puis meurt et apprend les origines de sa main droite et celles de l'Ogdru Jahad.
Sachant Hellboy vivant, Gruagach, vaincu et humilié dans une précédente histoire, appelle de ses vœux la guerre entre Anung Un Rama et les sorcières.

## Commentaires
- Ce recueil, qui traite d'une fratrie de sirènes, est dédié à Hans Christian Andersen, créateur de La Petite Sirène et à William Hope Hodgson.
- Le volume se clôt par un carnet de croquis et une galerie d'illustrations.

## Publication
- Hellboy: The Third Wish #1-2, 2002
- Hellboy: The Island #1-2, 2005
- Hellboy: Strange places (TPB, 2006)
- Delcourt (collection « Contrebande »), 2006